# Episodi di Kick Chiapposky - Aspirante stuntman (seconda stagione)
la Seconda stagione di Kick Chiapposky - Aspirante stuntman viene trasmessa sul canale statunitense Disney XD dal 30 aprile 2011.
| nº | Titolo originale              | Titolo italiano                          | Prima TV USA      | Prima TV Italia |
| -- | ----------------------------- | ---------------------------------------- | ----------------- | --------------- |
| 1  | Mow Money                     | I due super migliori amigos              | 30 aprile 2011    | 2012            |
| 1  | Love Stinks!                  | Una fidanzata bugiarda                   | 30 aprile 2011    | 2012            |
| 2  | Kickin' Genes                 | I geni di Kick                           | 7 maggio 2011     | 2012            |
| 2  | Clothes Call                  | Shopping infernale                       | 7 maggio 2011     | 2012            |
| 3  | Clean... To The Extreme       | Un pulito estremo                        | 14 maggio 2011    | 2012            |
| 3  | Stand and Delivery            | Un fattorino temerario                   | 14 maggio 2011    | 2012            |
| 4  | Switching Gears               | Cambiando marcia                         | 21 maggio 2011    | 2012            |
| 4  | Gareage Banned!               | Un garage... una band                    | 21 maggio 2011    | 2012            |
| 5  | Truth or Daredevil            | Un nonno spericolato                     | 19 giugno 2011    | 2012            |
| 6  | Sold!                         | Tutto per un cucù                        | 25 giugno 2011    | 2012            |
| 6  | Faceplant!                    | Sbatti la faccia                         | 25 giugno 2011    | 2012            |
| 7  | Stumped Again                 | L'amicizia o la carriera?                | 9 luglio 2011     | 2012            |
| 7  | The Kick Stays in the Picture | Azione e velocità in uno scatto          | 9 luglio 2011     | 2012            |
| 8  | Hand in Hand                  | Mano nella mano                          | 16 luglio 2011    | 2012            |
| 8  | Luigi Vendetta                | Luigi Vendetta                           | 16 luglio 2011    | 2012            |
| 9  | Pool Daze                     | Tutti in piscina                         | 25 luglio 2011    | 2012            |
| 9  | Live-in Wade                  | Vivere con Wade                          | 25 luglio 2011    | 2012            |
| 10 | Kart to Kart                  | Una sfida all'ultimo kart                | 6 agosto 2011     | 2012            |
| 10 | Kyle 2.0                      | Kyle 2.0                                 | 6 agosto 2011     | 2012            |
| 11 | Gym Dandy                     | Dodgeball                                | 1° ottobre 2011   | 2012            |
| 11 | Detained                      | In punizione                             | 1° ottobre 2011   | 2012            |
| 12 | You've Been Brad'd!           | Sei stato Bradizzato                     | 15 ottobre 2011   | 2012            |
| 12 | Sleepover                     | Pigiama party                            | 15 ottobre 2011   | 2012            |
| 13 | Kick or Treat                 | Kicketto o dolcetto                      | 24 ottobre 2011   | 2012            |
| 13 | Dead Man's Roller Coaster     | Le montagne russe di Dave                | 24 ottobre 2011   | 2012            |
| 14 | Brad's Room                   | La stanza di Brad                        | 29 ottobre 2011   | 2012            |
| 14 | Dude, Where's My Wade?        | La scomparsa di Wade                     | 29 ottobre 2011   | 2012            |
| 15 | Sister Pact                   | Patto di sorella                         | 12 novembre 2011  | 2012            |
| 15 | Shh!                          | Shhh, silenzio!                          | 12 novembre 2011  | 2012            |
| 16 | K-Nein                        | Non salvarmi più                         | 3 dicembre 2011   | 2012            |
| 16 | Bromance                      | Fratelli per la pelle                    | 3 dicembre 2011   | 2012            |
| 17 | A Cousin Kyle Christmas       | Il Natale del cugino Kyle                | 6 dicembre 2011   | 2012            |
| 17 | Snow Problem                  | Problemi di neve                         | 6 dicembre 2011   | 2012            |
| 18 | Attic-a                       | Intrappolati in soffitta                 | 14 gennaio 2012   | 2012            |
| 18 | Free Gunther                  | Gunther libero                           | 14 gennaio 2012   | 2012            |
| 19 | Sleepy River Wild             | Il selvaggio... fiume addormentato       | 21 gennaio 2012   | 2012            |
| 19 | Power Play                    | La potenza dello spettacolo              | 21 gennaio 2012   | 2012            |
| 20 | Poll Position                 | Posizione elettorale                     | 4 febbraio 2012   | 2012            |
| 20 | Jock Wilder's Nature Camp     | Alla scoperta della natura selvaggia     | 4 febbraio 2012   | 2012            |
| 21 | Swap Meet                     | Mercatino dello scambio                  | 11 febbraio 2012  | 2012            |
| 21 | Bee Awesome!                  | Gara di sillabazione                     | 11 febbraio 2012  | 2012            |
| 22 | Trash Talk                    | Una sporca operazione                    | 18 febbraio 2012  | 2012            |
| 22 | Nerves of Steal               | Nervi d'acciaio                          | 18 febbraio 2012  | 2012            |
| 23 | Goodbye, Gully                | Addio covo                               | 17 marzo 2012     | 2012            |
| 23 | Bad Car-ma                    | Monique: l'auto di papà!                 | 17 marzo 2012     | 2012            |
| 24 | Bwar and Peace                | Buerra e pace                            | 7 aprile 2012     | 2012            |
| 25 | Bad Table Manners             | Papà, il re del ping pong                | 5 maggio 2012     | 2012            |
| 25 | Petrified!                    | Terrorizzato                             | 5 maggio 2012     | 2012            |
| 26 | Say Cheese                    | Uno foto per mamma                       | 13 maggio 2012    | 2012            |
| 26 | Pinch Sitter                  | Baby sitter                              | 13 maggio 2012    | 2012            |
| 27 | Brad's Diary                  | Il diario di Brad                        | 23 giugno 2012    | 2012            |
| 27 | Sew What                      | Lo scherzo è bello se è la nonna a farlo | 23 giugno 2012    | 2012            |
| 28 | Big Mouth                     | Rubare per vedere                        | 14 luglio 2012    | 2012            |
| 28 | Last Fan Standing             | Dormire dolce dormire                    | 14 luglio 2012    | 2012            |
| 29 | Crumbs!                       | Pazzo per i biscotti                     | 21 luglio 2012    | 2012            |
| 29 | Stay Cool                     | Stai fresco                              | 21 luglio 2012    | 2012            |
| 30 | Only the Loan-ly              | Un prestito da squalo                    | 28 luglio 2012    | 2012            |
| 30 | Roll Reversal                 | Ruolo invertito                          | 28 luglio 2012    | 2012            |
| 31 | Meathead Justice              | Stupida giustizia                        | 4 agosto 2012     | 2012            |
| 31 | Bwar-Mart                     | Buerra-market                            | 4 agosto 2012     | 2012            |
| 32 | Kyle E. Coyote                | Kyle E. Coyote                           | 22 settembre 2012 | 2012            |
| 32 | Locked Out                    | Un robot per nemico                      | 22 settembre 2012 | 2012            |
| 32 | Rocked                        | Rockkizzato                              | 22 settembre 2012 | 2012            |

## I due super migliori amigos
Rock Callahan va a Mellowbrook per uno spettacolo, Kick e Gunther hanno la possibilità di sedersi accanto a lui, ma per farlo bisogna avere un costoso biglietto che si trova solo al Food'n'Fix. C'è un solo biglietto e i due litigano per chi lo prende.

## Una fidanzata bugiarda
Quando stranamente Brad ha una fidanzata, Kick e Gunther scoprono che la ragazza utilizza il fratello di Kick per una tradizione per diventare una cheerldeer e che vuole lanciargli un cumulo di spazzatura addosso.

## I geni di Kick
Kick scopre che Honey, sua madre, era una temeraria come lui e che il suo nome d'arte era Honey Splash. Dopo che Kick parla di questo con la madre, Honey riprende a fare acrobazie. Kick credeva che fosse bello ma invece...

## Shopping infernale
La mamma di Kick va al centro commerciale con lui per comprare un abito per il matrimonio di sua sorella e Kick deve cercare di non perdere l'abito che Honey vuole comprare e farlo non è facile dopo che per errore va a finire in una moto.

## Un pulito estremo
Il Circuito della Morte Lacerante, una famosa attrazione usata come rampa, è arrivata a Mellowbrook. Kick vuole provare la rampa insieme a Gunther, che invece, impegnato a pulire il garage. Kick decide di aiutarlo, ma un tavolo da yalcio del padre di Gunther si rompe e Kick non sa come ripagarlo.